# Julmust

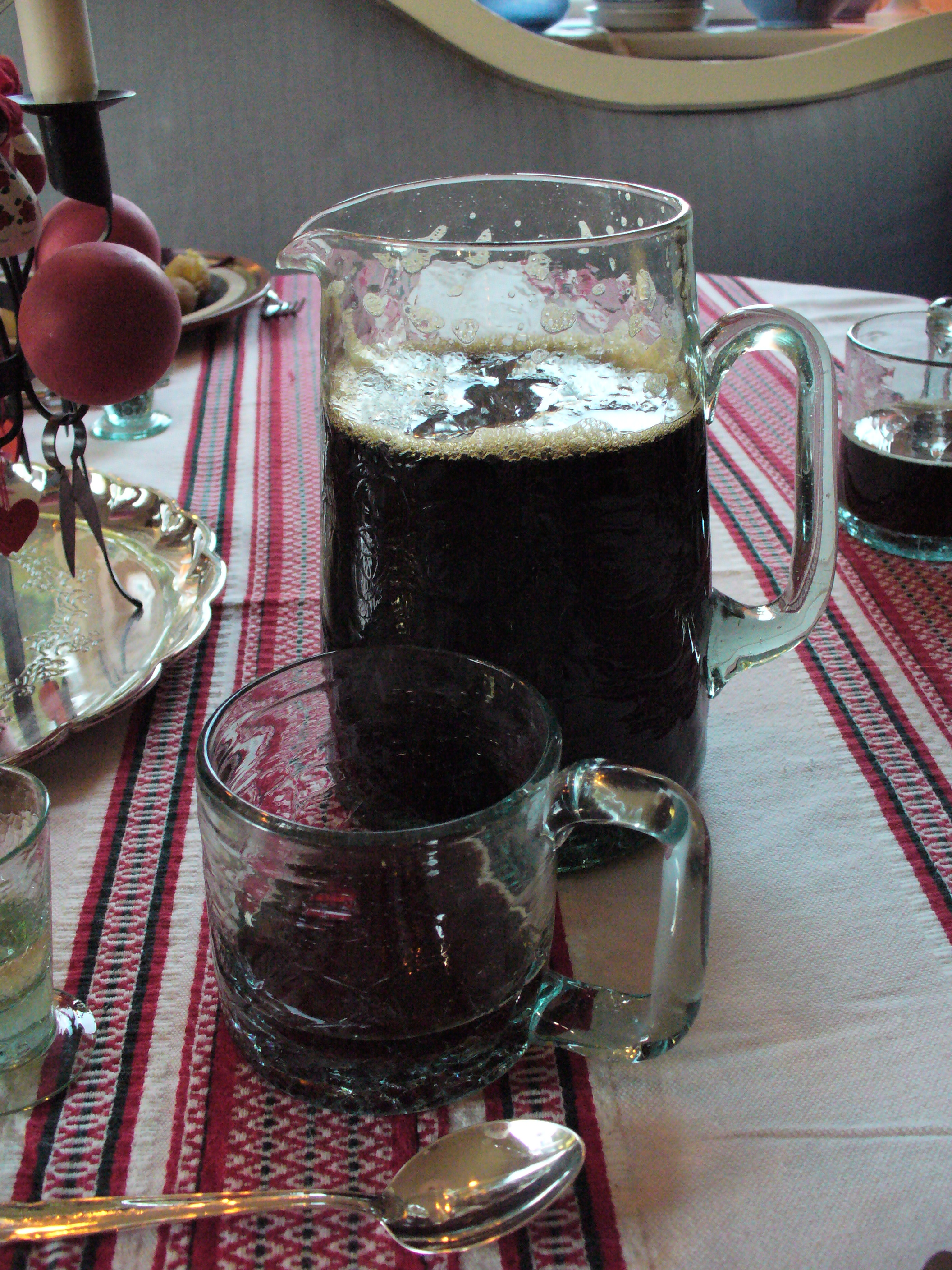
Julmust

El Julmust (del sueco: jul, "Navidad", o "yule", y must, "mosto") es un bebida ligera no alcohólica que se consume en Suecia en el periodo navideño. Durante el resto del año es difícil encontrarlo en las tiendas, pero a veces se le puede encontrar con la denominación "de-Christmasified". 
En las celebraciones de la Pascua la denominación cambia a påskmust (påsk, "Pascua"). En 2007 una versión para el verano se llegó a denominar sommarmust. No obstante la bebida está mucho más relacionada con la Navidad que con la celebración de la Pascua. Cada año se consumen 45 millones de litros de julmust durante el mes de diciembre (debe ser comparada esta cifra con los 9 millones de habitantes que posee Suecia), lo que se traduce en el 50% de las ventas de bebidas de esta fecha, y el 75% del total de ventas de esta bebida en todo el año. Es tan popular la bebida, que durante diciembre el consumo de bebidas cola desciende un 50%.

## Historia
El Julmust fue ideado por Harry Roberts y su padre Robert Roberts en el año 1910 como una alternativa no-alcohólica a la cerveza. El sirope se elaboraba exclusivamente por la empresa Roberts AB radicada en la ciudad de Örebro. La receta original se dice que fue puesta "bajo llave" en un sitio seguro y que sólo una persona del mundo sabe su composición exacta de la receta completa.

## Ingredientes
El Julmust contiene agua carbonatada, azúcar, extracto de lúpulo (que el confiere un 'toque' amargo), extracto de malta, especias, colorante (E150), ácido cítrico (zumo de limón), y presevantes. El lúpulo y la malta le confieren un sabor similar a la cerveza, pero a diferencia de ella el Julmust no está fermentado ni posee alcohol. El Julmust puede ser guardado en botellas. Algunos suecos lo compran en diciembre y lo dejan almacenado un año, siendo bebido al año siguiente, de esta forma sólo lo beben "envejecido" de un año. Fuera de Suecia las botellas de Julmust sólo se pueden comprar en IKEA.